# Розуа-сюр-Сер
Розуа́-сюр-Сер (фр. Rozoy-sur-Serre) — коммуна на севере Франции, регион О-де-Франс, департамент Эна, округ Вервен, кантон Вервен. Расположена в 36 км к юго-востоку от Лана и в 19 км к северу от Реймса, на левом берегу реки Сер, притока Сены.
Население (2018) — 1 011 человек.

## Достопримечательности
- Церковь Святого Лаврентия
- Бывшая церковь Святой Екатерины, ныне — здание мэрии

## Демография
| 1962 | 1968 | 1975 | 1982 | 1990 | 1999 | 2018 |
| ---- | ---- | ---- | ---- | ---- | ---- | ---- |
| 1132 | 1201 | 1315 | 1187 | 1095 | 1079 | 1001 |

## Экономика
Уровень безработицы (2017) — 20,0 % (Франция в целом — 13,4 %, департамент Эна — 17,8 %). 

Среднегодовой доход на 1 человека, евро (2018) — 17 930 (Франция в целом — 21 730, департамент Эна — 19 690).
В 2010 году среди 609 человек трудоспособного возраста (15—64 лет) 425 были экономически активными, 184 — неактивными (показатель активности — 69,8 %, в 1999 году было 68,4 %). Из 425 активных жителей работали 336 человек (194 мужчины и 142 женщины), безработных было 89 (45 мужчин и 44 женщины). Среди 184 неактивных 45 человек были учениками или студентами, 64 — пенсионерами, 75 были неактивными по другим причинам.

## Администрация
Администрацию Розуа-сюр-Сера с 2015 года возглавляет Жозе Флюшер (José Flucher). На муниципальных выборах 2020 года возглавляемый им список был единственным.
| Период | Период | Фамилия        | Партия                                      | Примечания                                                                      |
| ------ | ------ | -------------- | ------------------------------------------- | ------------------------------------------------------------------------------- |
| 2001   | 2015   | Николя Фрикото | Разные правые Союз демократов и независимых | профессор, член Генерального совета департамента, президент Совета департамента |
| 2015   |        | Жозе Флюшер    |                                             | страховой агент                                                                 |